# Gevigney-et-Mercey
Gevigney-et-Mercey ist eine Gemeinde im französischen Département Haute-Saône in der Region Bourgogne-Franche-Comté.

## Geographie
Gevigney-et-Mercey liegt auf einer Höhe von 222 m über dem Meeresspiegel, vier Kilometer südöstlich von Jussey und etwa 26 Kilometer nordwestlich der Stadt Vesoul (Luftlinie). Das Dorf erstreckt sich im nordwestlichen Teil des Départements in der Talebene der Ougeotte am Ruisseau du Bas des Veaux, westlich des Saônetals.
Die Fläche des 19,45 km² großen Gemeindegebiets umfasst einen Abschnitt der leicht gewellten Landschaft westlich des oberen Saônetals. Die nördliche Grenze verläuft in der Talebene der Ougeotte und im weiteren Verlauf entlang der Saône. Die Alluvialniederung weist eine Breite von ein bis zwei Kilometern auf und liegt durchschnittlich auf 217 m. In der ehemals moorigen Ebene östlich von Gevigney spaltet sich die Ougeotte in zwei Arme auf und mündet bei Montureux-lès-Baulay in die Saône.
Nach Süden leitet ein langsam ansteigender Hang zu einer gewellten Hochfläche über, die eine Höhe von 260 m erreicht. In geologisch-tektonischer Hinsicht besteht das Gebiet aus einer Wechsellagerung von sandig-mergeligen und kalkigen Sedimenten der Lias (Unterjura). Das Gelände wird durch die Talmulden des Ruisseau de Regeux und des Ruisseau du Bas des Veaux untergliedert. Mit 283 m wird auf der Kuppe des Grivey östlich von Mercey die höchste Erhebung von Gevigney-et-Mercey erreicht. Das Gebiet wird überwiegend landwirtschaftlich genutzt.
Die Doppelgemeinde besteht aus den Ortsteilen Gevigney (222 m) im Tal der Ougeotte und Mercey (235 m) in der Talmulde des Ruisseau de Regeux. Nachbargemeinden von Gevigney-et-Mercey sind Jussey und Montureux-lès-Baulay im Norden, Fouchécourt im Osten, Aboncourt-Gesincourt und Lambrey im Süden sowie Augicourt und Bougey im Westen.

## Geschichte
Überreste eines merowingischen Gräberfeldes auf der Flur Champ-de-Pierres weisen auf eine frühe Besiedlung des Gebietes hin. Im Mittelalter gehörten beide Ortschaften zur Freigrafschaft Burgund und darin zum Gebiet des Bailliage d’Amont. Gevigney befand sich seit dem 12. Jahrhundert in Abhängigkeit von der Kastellanei Jussey. Mercey war dagegen ein Lehen der Herrschaft Rupt. Zusammen mit der Franche-Comté gelangten beide Dörfer mit dem Frieden von Nimwegen 1678 definitiv an Frankreich. Seit der Zeit der Französischen Revolution bildeten Gevigney und Mercey eine Doppelgemeinde. Heute ist Gevigney-et-Mercey Mitglied des acht Ortschaften umfassenden Gemeindeverbandes Communauté de communes des Vertes Vallées.

## Sehenswürdigkeiten
Die Dorfkirche von Gevigney wurde im 18. Jahrhundert neu erbaut. Zur wertvollen Ausstattung gehören eine Pietà (16. Jahrhundert) sowie Gemälde und Statuen aus dem 17. und 18. Jahrhundert. Das Pfarrhaus ist in einem ehemaligen Schloss untergebracht, das einen Eckturm aus dem 16. Jahrhundert besitzt.
Der Ortskern von Gevigney zeichnet sich durch mehrere Häuser aus dem 17. Jahrhundert aus, die den traditionellen Stil der Haute-Saône zeigen. Auf dem Gemeindegebiet befinden sich mehrere Kalvarienberge sowie ein Oratoire aus dem 18. Jahrhundert.
Das Lavoir, das einst als Waschhaus und Viehtränke diente, wurde Mitte des 19. Jahrhunderts errichtet. Aus dem 18. Jahrhundert stammt das Schloss von Mercey.

## Bevölkerung
| Jahr                       | 1962 | 1968 | 1975 | 1982 | 1990 | 1999 | 2006 |
| Einwohner                  | 478  | 433  | 431  | 458  | 463  | 457  | 460  |
| Quellen: Cassini und INSEE |      |      |      |      |      |      |      |

Mit 517 Einwohnern (1. Januar 2022) gehört Gevigney-et-Mercey zu den kleineren Gemeinden des Département Haute-Saône. Nachdem die Einwohnerzahl in der ersten Hälfte des 20. Jahrhunderts deutlich abgenommen hatte (1886 wurden noch 785 Personen gezählt), wurden seit Mitte der 1960er Jahre nur noch geringe Schwankungen verzeichnet.

## Wirtschaft und Infrastruktur
Gevigney-et-Mercey war lange Zeit ein vorwiegend durch die Landwirtschaft (Ackerbau, Obstbau und Viehzucht) geprägtes Dorf. Heute gibt es verschiedene Betriebe des Klein- und Mittelgewerbes, vor allem in den Branchen Kabelherstellung, Bau- und Transportgewerbe. Einige Erwerbstätige sind auch Wegpendler, die in den größeren Ortschaften der Umgebung ihrer Arbeit nachgehen.
Der Ort liegt abseits der größeren Durchgangsachsen an einer Departementsstraße, die von Jussey nach Port-sur-Saône führt. Weitere Straßenverbindungen bestehen mit Combeaufontaine und Amance.